# Macropsis hesperia
Macropsis hesperia är en insektsart som beskrevs av Breakey 1932. Macropsis hesperia ingår i släktet Macropsis och familjen dvärgstritar. Inga underarter finns listade i Catalogue of Life.